# Enicospilus unidens
Enicospilus unidens är en stekelart som beskrevs av André Seyrig 1935. Enicospilus unidens ingår i släktet Enicospilus och familjen brokparasitsteklar. Inga underarter finns listade i Catalogue of Life.